# Bilan saison par saison de l'Arsenal Football Club
Cette page présente le bilan saison par saison de l'Arsenal Football Club dans le championnat d'Angleterre de football, les coupes d'Angleterre de football et les compétitions européennes depuis sa première participation à la Coupe d'Angleterre en 1889.

## Légende du tableau
| Champion / Vainqueur | Deuxième / Finaliste | Troisième | Promotion | Relégation |

Les changements de divisions sont indiqués en gras.
- Première division = Division 1 (jusqu'en 1992) puis Premier League (depuis 1992)
- Deuxième division = Division 2 (jusqu'en 1992) puis Division 1 (1992-2004) puis Championship (depuis 2004)

- C1 = Coupe des clubs champions européens (jusqu'en 1992) puis Ligue des champions (depuis 1992)
- C2 = Coupe des coupes (1960-1999)
- C3 = Coupe des villes de foires (1955-1971) puis Coupe UEFA (1971-2009) puis Ligue Europa (depuis 2009)

## Bilan toutes compétitions confondues
| Saison                                                                                   | Championnat    | Championnat | Championnat | Championnat | Championnat | Championnat | Championnat | Championnat | Championnat | Championnat | Coupes nationales  | Coupes nationales | Coupes nationales | Coupes d'Europe | Coupes d'Europe           | Meilleur(s) buteur(s)              | Meilleur(s) buteur(s) |
| Saison                                                                                   | Division       | Pos         | Pts         | J           | V           | N           | D           | BP          | BC          | Diff.       | Coupe d'Angleterre | Coupe de la Ligue | Supercoupe        | Compétition     | Résultat                  | Nom(s)                             | But(s)                |
| ---------------------------------------------------------------------------------------- | -------------- | ----------- | ----------- | ----------- | ----------- | ----------- | ----------- | ----------- | ----------- | ----------- | ------------------ | ----------------- | ----------------- | --------------- | ------------------------- | ---------------------------------- | --------------------- |
| 1889-1890                                                                                | —              | —           | —           | —           | —           | —           | —           | —           | —           | —           | Quatrième tour     | —                 | —                 | —               | —                         | Hope Robertson                     | 15                    |
| 1890-1891                                                                                | —              | —           | —           | —           | —           | —           | —           | —           | —           | —           | Premier tour       | —                 | —                 | —               | —                         | Harry Offer                        | 1                     |
| 1891-1892                                                                                | —              | —           | —           | —           | —           | —           | —           | —           | —           | —           | Premier tour       | —                 | —                 | —               | —                         | George Davie                       | 1                     |
| 1892-1893                                                                                | —              | —           | —           | —           | —           | —           | —           | —           | —           | —           | Premier tour       | —                 | —                 | —               | —                         | Charles Booth James Henderson      | 5                     |
| 1893-1894                                                                                | Division 2     | 9e          | 28          | 28          | 12          | 4           | 12          | 52          | 55          | -3          | Premier tour       | —                 | —                 | —               | —                         | James Henderson                    | 18                    |
| 1894-1895                                                                                | Division 2     | 8e          | 34          | 30          | 14          | 6           | 10          | 75          | 58          | +17         | Premier tour       | —                 | —                 | —               | —                         | Peter Mortimer                     | 14                    |
| 1895-1896                                                                                | Division 2     | 7e          | 32          | 30          | 14          | 4           | 12          | 58          | 42          | +16         | Premier tour       | —                 | —                 | —               | —                         | Henry Boyd                         | 13                    |
| 1896-1897                                                                                | Division 2     | 10e         | 30          | 30          | 13          | 4           | 13          | 68          | 70          | +2          | Cinquième tour     | —                 | —                 | —               | —                         | Patrick O'Brien                    | 14                    |
| 1897-1898                                                                                | Division 2     | 5e          | 37          | 30          | 16          | 5           | 9           | 69          | 49          | +20         | Premier tour       | —                 | —                 | —               | —                         | Fergus Hunt                        | 15                    |
| 1898-1899                                                                                | Division 2     | 7e          | 31          | 34          | 18          | 5           | 11          | 72          | 41          | +31         | Premier tour       | —                 | —                 | —               | —                         | Fergus Hunt                        | 15                    |
| 1899-1900                                                                                | Division 2     | 8e          | 36          | 34          | 16          | 4           | 14          | 61          | 43          | +18         | Troisième tour     | —                 | —                 | —               | —                         | Ralph Gaudie                       | 15                    |
| 1900-1901                                                                                | Division 2     | 7e          | 36          | 34          | 15          | 6           | 13          | 39          | 35          | +4          | Deuxième tour      | —                 | —                 | —               | —                         | Ralph Gaudie                       | 8                     |
| 1901-1902                                                                                | Division 2     | 4e          | 42          | 34          | 18          | 6           | 10          | 50          | 26          | +24         | Premier tour       | —                 | —                 | —               | —                         | Thomas Briercliffe                 | 11                    |
| 1902-1903                                                                                | Division 2     | 3e          | 48          | 34          | 20          | 8           | 6           | 66          | 30          | +36         | Premier tour       | —                 | —                 | —               | —                         | Tim Coleman                        | 19                    |
| 1903-1904                                                                                | Division 2     | 2e          | 49          | 34          | 21          | 7           | 6           | 91          | 22          | +69         | Deuxième tour      | —                 | —                 | —               | —                         | Thomas Shanks                      | 25                    |
| 1904-1905                                                                                | Division 1     | 10e         | 33          | 34          | 12          | 9           | 13          | 36          | 40          | -4          | Premier tour       | —                 | —                 | —               | —                         | Charlie Satterthwaite              | 11                    |
| 1905-1906                                                                                | Division 1     | 12e         | 37          | 38          | 15          | 7           | 16          | 62          | 64          | -2          | Demi-finales       | —                 | —                 | —               | —                         | Tim Coleman                        | 15                    |
| 1906-1907                                                                                | Division 1     | 7e          | 44          | 38          | 20          | 4           | 14          | 66          | 59          | +7          | Demi-finales       | —                 | —                 | —               | —                         | Charlie Satterthwaite              | 19                    |
| 1907-1908                                                                                | Division 1     | 14e         | 36          | 38          | 12          | 12          | 14          | 51          | 63          | -12         | Premier tour       | —                 | —                 | —               | —                         | Peter Kyle                         | 9                     |
| 1908-1909                                                                                | Division 1     | 6e          | 38          | 38          | 14          | 10          | 14          | 52          | 49          | +3          | Deuxième tour      | —                 | —                 | —               | —                         | Thomas Fitchie                     | 10                    |
| 1909-1910                                                                                | Division 1     | 18e         | 31          | 38          | 11          | 9           | 18          | 37          | 67          | -30         | Deuxième tour      | —                 | —                 | —               | —                         | David Neave                        | 5                     |
| 1910-1911                                                                                | Division 1     | 10e         | 38          | 38          | 13          | 12          | 13          | 41          | 49          | -8          | Deuxième tour      | —                 | —                 | —               | —                         | John Chalmers                      | 16                    |
| 1911-1912                                                                                | Division 1     | 10e         | 38          | 38          | 15          | 8           | 15          | 55          | 59          | -4          | Premier tour       | —                 | —                 | —               | —                         | Alf Common                         | 17                    |
| 1912-1913                                                                                | Division 1     | 20e         | 18          | 38          | 3           | 12          | 23          | 26          | 74          | -48         | Deuxième tour      | —                 | —                 | —               | —                         | Charles Lewis                      | 4                     |
| 1913-1914                                                                                | Division 2     | 3e          | 49          | 38          | 20          | 9           | 9           | 54          | 38          | +16         | Premier tour       | —                 | —                 | —               | —                         | John Patrick Flanagan              | 13                    |
| 1914-1915                                                                                | Division 2     | 5e          | 43          | 38          | 19          | 5           | 14          | 69          | 41          | +28         | Deuxième tour      | —                 | —                 | —               | —                         | Henry King                         | 29                    |
| Aucune compétition disputée entre 1915 et 1919 en raison de la Première Guerre mondiale. |                |             |             |             |             |             |             |             |             |             |                    |                   |                   |                 |                           |                                    |                       |
| 1919-1920                                                                                | Division 1     | 10e         | 42          | 42          | 15          | 12          | 15          | 56          | 58          | -2          | Deuxième tour      | —                 | —                 | —               | —                         | Henry White                        | 15                    |
| 1920-1921                                                                                | Division 1     | 9e          | 44          | 42          | 15          | 14          | 13          | 59          | 63          | -4          | Premier tour       | —                 | —                 | —               | —                         | Fred Pagnam                        | 14                    |
| 1921-1922                                                                                | Division 1     | 17e         | 37          | 42          | 15          | 7           | 20          | 47          | 56          | -9          | Quarts de finale   | —                 | —                 | —               | —                         | Henry White                        | 19                    |
| 1922-1923                                                                                | Division 1     | 11e         | 42          | 42          | 16          | 10          | 16          | 61          | 62          | -1          | Premier tour       | —                 | —                 | —               | —                         | Bob Turnbull                       | 22                    |
| 1923-1924                                                                                | Division 1     | 19e         | 33          | 42          | 12          | 9           | 21          | 40          | 63          | -23         | Deuxième tour      | —                 | —                 | —               | —                         | Harry Woods                        | 10                    |
| 1924-1925                                                                                | Division 1     | 20e         | 33          | 42          | 14          | 5           | 23          | 46          | 58          | -12         | Premier tour       | —                 | —                 | —               | —                         | Jimmy Brain                        | 14                    |
| 1925-1926                                                                                | Division 1     | 2e          | 52          | 42          | 22          | 8           | 12          | 87          | 63          | +24         | Quarts de finale   | —                 | —                 | —               | —                         | Jimmy Brain                        | 39                    |
| 1926-1927                                                                                | Division 1     | 11e         | 43          | 42          | 17          | 9           | 16          | 77          | 86          | -9          | Finale             | —                 | —                 | —               | —                         | Jimmy Brain                        | 34                    |
| 1927-1928                                                                                | Division 1     | 10e         | 41          | 42          | 13          | 15          | 14          | 82          | 86          | -4          | Demi-finales       | —                 | —                 | —               | —                         | Jimmy Brain                        | 30                    |
| 1928-1929                                                                                | Division 1     | 9e          | 45          | 42          | 16          | 13          | 13          | 77          | 72          | +5          | Quarts de finale   | —                 | —                 | —               | —                         | David Jack                         | 26                    |
| 1929-1930                                                                                | Division 1     | 14e         | 39          | 42          | 14          | 11          | 17          | 78          | 66          | +12         | Vainqueur          | —                 | —                 | —               | —                         | Jack Lambert                       | 23                    |
| 1930-1931                                                                                | Division 1     | 1er         | 66          | 42          | 28          | 10          | 4           | 127         | 59          | +68         | Quatrième tour     | —                 | Vainqueur         | —               | —                         | Jack Lambert                       | 39                    |
| 1931-1932                                                                                | Division 1     | 2e          | 54          | 42          | 22          | 10          | 10          | 90          | 48          | +42         | Finale             | —                 | Vainqueur         | —               | —                         | Jack Lambert                       | 27                    |
| 1932-1933                                                                                | Division 1     | 1er         | 58          | 42          | 25          | 8           | 9           | 118         | 61          | +57         | Troisième tour     | —                 | —                 | —               | —                         | Cliff Bastin                       | 33                    |
| 1933-1934                                                                                | Division 1     | 1er         | 59          | 42          | 25          | 9           | 8           | 75          | 47          | +28         | Quarts de finale   | —                 | Vainqueur         | —               | —                         | Cliff Bastin                       | 15                    |
| 1934-1935                                                                                | Division 1     | 1er         | 58          | 42          | 23          | 12          | 7           | 115         | 46          | +69         | Quarts de finale   | —                 | Vainqueur         | —               | —                         | Ted Drake                          | 45                    |
| 1935-1936                                                                                | Division 1     | 6e          | 45          | 42          | 15          | 15          | 12          | 78          | 48          | +30         | Vainqueur          | —                 | —                 | —               | —                         | Ted Drake                          | 28                    |
| 1936-1937                                                                                | Division 1     | 3e          | 52          | 42          | 18          | 16          | 8           | 80          | 49          | +31         | Quarts de finale   | —                 | Finale            | —               | —                         | Ted Drake                          | 27                    |
| 1937-1938                                                                                | Division 1     | 1er         | 52          | 42          | 21          | 10          | 11          | 77          | 44          | +33         | Cinquième tour     | —                 | —                 | —               | —                         | Ted Drake                          | 18                    |
| 1938-1939                                                                                | Division 1     | 5e          | 47          | 42          | 19          | 9           | 14          | 55          | 41          | +14         | Troisième tour     | —                 | Vainqueur         | —               | —                         | Ted Drake                          | 16                    |
| Aucune compétition disputée entre 1939 et 1945 en raison de la Seconde Guerre mondiale.  |                |             |             |             |             |             |             |             |             |             |                    |                   |                   |                 |                           |                                    |                       |
| 1945-1946                                                                                | —              | —           | —           | —           | —           | —           | —           | —           | —           | —           | Troisième tour     | —                 | —                 | —               | —                         | Kevin O'Flanagan                   | 11                    |
| 1946-1947                                                                                | Division 1     | 13e         | 41          | 42          | 16          | 9           | 17          | 72          | 70          | +2          | Troisième tour     | —                 | —                 | —               | —                         | Reg Lewis                          | 29                    |
| 1947-1948                                                                                | Division 1     | 1er         | 59          | 42          | 23          | 13          | 6           | 81          | 32          | +49         | Troisième tour     | —                 | —                 | —               | —                         | Ronnie Rooke                       | 34                    |
| 1948-1949                                                                                | Division 1     | 5e          | 49          | 42          | 18          | 13          | 11          | 74          | 44          | +30         | Quatrième tour     | —                 | Vainqueur         | —               | —                         | Reg Lewis                          | 18                    |
| 1949-1950                                                                                | Division 1     | 6e          | 49          | 42          | 19          | 11          | 12          | 79          | 55          | +24         | Vainqueur          | —                 | —                 | —               | —                         | Reg Lewis                          | 24                    |
| 1950-1951                                                                                | Division 1     | 5e          | 47          | 42          | 19          | 9           | 14          | 73          | 56          | +17         | Cinquième tour     | —                 | —                 | —               | —                         | Doug Lishman                       | 17                    |
| 1951-1952                                                                                | Division 1     | 3e          | 53          | 42          | 21          | 11          | 10          | 80          | 61          | +19         | Finale             | —                 | —                 | —               | —                         | Doug Lishman                       | 30                    |
| 1952-1953                                                                                | Division 1     | 1er         | 54          | 42          | 21          | 12          | 9           | 97          | 64          | +33         | Quarts de finale   | —                 | —                 | —               | —                         | Doug Lishman                       | 26                    |
| 1953-1954                                                                                | Division 1     | 12e         | 43          | 42          | 15          | 13          | 14          | 75          | 73          | +2          | Quatrième tour     | —                 | Vainqueur         | —               | —                         | Doug Lishman                       | 20                    |
| 1954-1955                                                                                | Division 1     | 9e          | 43          | 42          | 17          | 9           | 16          | 69          | 63          | +6          | Quatrième tour     | —                 | —                 | —               | —                         | Doug Lishman                       | 19                    |
| 1955-1956                                                                                | Division 1     | 5e          | 46          | 42          | 18          | 10          | 14          | 60          | 61          | -1          | Quarts de finale   | —                 | —                 | —               | —                         | Derek Tapscott                     | 21                    |
| 1956-1957                                                                                | Division 1     | 5e          | 50          | 42          | 21          | 8           | 13          | 85          | 69          | +16         | Quarts de finale   | —                 | —                 | —               | —                         | Derek Tapscott                     | 27                    |
| 1957-1958                                                                                | Division 1     | 12e         | 39          | 42          | 16          | 7           | 19          | 73          | 85          | -12         | Troisième tour     | —                 | —                 | —               | —                         | David Herd                         | 26                    |
| 1958-1959                                                                                | Division 1     | 3e          | 50          | 42          | 21          | 8           | 13          | 88          | 68          | +20         | Cinquième tour     | —                 | —                 | —               | —                         | David Herd                         | 18                    |
| 1959-1960                                                                                | Division 1     | 13e         | 39          | 42          | 15          | 9           | 18          | 68          | 80          | -12         | Troisième tour     | —                 | —                 | —               | —                         | David Herd                         | 14                    |
| 1960-1961                                                                                | Division 1     | 11e         | 41          | 42          | 15          | 11          | 16          | 77          | 85          | -8          | Troisième tour     | —                 | —                 | —               | —                         | David Herd                         | 30                    |
| 1961-1962                                                                                | Division 1     | 10e         | 43          | 42          | 16          | 11          | 15          | 71          | 72          | -1          | Quatrième tour     | —                 | —                 | —               | —                         | Alan Skirton                       | 21                    |
| 1962-1963                                                                                | Division 1     | 7e          | 46          | 42          | 18          | 10          | 14          | 86          | 77          | +9          | Cinquième tour     | —                 | —                 | —               | —                         | Joe Baker                          | 31                    |
| 1963-1964                                                                                | Division 1     | 8e          | 45          | 42          | 17          | 11          | 14          | 90          | 82          | +8          | Cinquième tour     | —                 | —                 | C3              | Deuxième tour             | Geoff Strong                       | 32                    |
| 1964-1965                                                                                | Division 1     | 13e         | 41          | 42          | 17          | 7           | 18          | 69          | 75          | -6          | Quatrième tour     | —                 | —                 | —               | —                         | Joe Baker                          | 25                    |
| 1965-1966                                                                                | Division 1     | 14e         | 37          | 42          | 12          | 13          | 17          | 62          | 75          | -13         | Troisième tour     | —                 | —                 | —               | —                         | Joe Baker                          | 14                    |
| 1966-1967                                                                                | Division 1     | 7e          | 46          | 42          | 16          | 14          | 12          | 58          | 47          | +11         | Cinquième tour     | Troisième tour    | —                 | —               | —                         | George Graham                      | 13                    |
| 1967-1968                                                                                | Division 1     | 9e          | 44          | 42          | 17          | 10          | 15          | 60          | 56          | +4          | Cinquième tour     | Finale            | —                 | —               | —                         | George Graham                      | 21                    |
| 1968-1969                                                                                | Division 1     | 4e          | 56          | 42          | 22          | 12          | 8           | 56          | 27          | +29         | Cinquième tour     | Finale            | —                 | —               | —                         | John Radford                       | 19                    |
| 1969-1970                                                                                | Division 1     | 12e         | 42          | 42          | 12          | 18          | 12          | 51          | 49          | +2          | Troisième tour     | Troisième tour    | —                 | C3              | Vainqueur                 | John Radford                       | 19                    |
| 1970-1971                                                                                | Division 1     | 1er         | 65          | 42          | 29          | 7           | 6           | 71          | 29          | +48         | Vainqueur          | Quatrième tour    | —                 | C3              | Quarts de finale          | Ray Kennedy                        | 27                    |
| 1971-1972                                                                                | Division 1     | 5e          | 52          | 42          | 22          | 8           | 12          | 58          | 40          | +18         | Finale             | Quatrième tour    | —                 | C1              | Quarts de finale          | Ray Kennedy                        | 19                    |
| 1972-1973                                                                                | Division 1     | 2e          | 57          | 42          | 23          | 11          | 8           | 57          | 43          | +14         | Demi-finales       | Quarts de finale  | —                 | —               | —                         | John Radford                       | 20                    |
| 1973-1974                                                                                | Division 1     | 10e         | 42          | 42          | 14          | 14          | 14          | 49          | 51          | -2          | Quatrième tour     | Deuxième tour     | —                 | —               | —                         | Ray Kennedy                        | 13                    |
| 1974-1975                                                                                | Division 1     | 16e         | 37          | 42          | 13          | 11          | 18          | 47          | 49          | -2          | Quarts de finale   | Deuxième tour     | —                 | —               | —                         | Brian Kidd                         | 23                    |
| 1975-1976                                                                                | Division 1     | 17e         | 36          | 42          | 13          | 10          | 19          | 47          | 53          | -6          | Troisième tour     | Deuxième tour     | —                 | —               | —                         | Brian Kidd                         | 11                    |
| 1976-1977                                                                                | Division 1     | 8e          | 43          | 42          | 16          | 11          | 15          | 64          | 59          | +5          | Cinquième tour     | Quarts de finale  | —                 | —               | —                         | Malcolm Macdonald                  | 29                    |
| 1977-1978                                                                                | Division 1     | 5e          | 52          | 42          | 21          | 10          | 11          | 60          | 37          | +23         | Finale             | Demi-finales      | —                 | —               | —                         | Malcolm Macdonald                  | 27                    |
| 1978-1979                                                                                | Division 1     | 7e          | 48          | 42          | 17          | 14          | 11          | 61          | 48          | +13         | Vainqueur          | Deuxième tour     | —                 | C3              | Troisième tour            | Frank Stapleton                    | 28                    |
| 1979-1980                                                                                | Division 1     | 4e          | 52          | 42          | 18          | 16          | 8           | 52          | 36          | +16         | Finale             | Quarts de finale  | Finale            | C2              | Finale                    | Alan Sunderland                    | 29                    |
| 1980-1981                                                                                | Division 1     | 3e          | 53          | 42          | 19          | 15          | 8           | 61          | 45          | +16         | Troisième tour     | Quatrième tour    | —                 | —               | —                         | Frank Stapleton                    | 16                    |
| 1981-1982                                                                                | Division 1     | 5e          | 71          | 42          | 20          | 11          | 11          | 48          | 37          | +11         | Troisième tour     | Quatrième tour    | —                 | C3              | Deuxième tour             | Alan Sunderland                    | 13                    |
| 1982-1983                                                                                | Division 1     | 10e         | 58          | 42          | 16          | 10          | 16          | 58          | 56          | +2          | Demi-finales       | Demi-finales      | —                 | C3              | Premier tour              | Tony Woodcock                      | 21                    |
| 1983-1984                                                                                | Division 1     | 6e          | 63          | 42          | 18          | 9           | 15          | 74          | 60          | +14         | Troisième tour     | Quatrième tour    | —                 | —               | —                         | Tony Woodcock                      | 23                    |
| 1984-1985                                                                                | Division 1     | 7e          | 66          | 42          | 19          | 9           | 14          | 61          | 49          | +12         | Quatrième tour     | Troisième tour    | —                 | —               | —                         | Brian Talbot                       | 13                    |
| 1985-1986                                                                                | Division 1     | 7e          | 69          | 42          | 20          | 9           | 13          | 49          | 47          | +2          | Cinquième tour     | Quarts de finale  | —                 | —               | —                         | Charlie Nicholas                   | 18                    |
| 1986-1987                                                                                | Division 1     | 4e          | 70          | 42          | 20          | 10          | 12          | 58          | 35          | +23         | Quarts de finale   | Vainqueur         | —                 | —               | —                         | Martin Hayes                       | 24                    |
| 1987-1988                                                                                | Division 1     | 6e          | 66          | 40          | 18          | 12          | 10          | 58          | 39          | +19         | Quarts de finale   | Finale            | —                 | —               | —                         | Alan M. Smith                      | 16                    |
| 1988-1989                                                                                | Division 1     | 1er         | 76          | 38          | 22          | 10          | 6           | 73          | 36          | +37         | Troisième tour     | Troisième tour    | —                 | —               | —                         | Alan M. Smith                      | 25                    |
| 1989-1990                                                                                | Division 1     | 4e          | 62          | 38          | 18          | 8           | 12          | 54          | 38          | +16         | Quatrième tour     | Quatrième tour    | Finale            | —               | —                         | Alan M. Smith                      | 13                    |
| 1990-1991                                                                                | Division 1     | 1er         | 83          | 38          | 24          | 13          | 1           | 74          | 18          | +56         | Demi-finales       | Quatrième tour    | —                 | —               | —                         | Alan M. Smith                      | 27                    |
| 1991-1992                                                                                | Division 1     | 4e          | 72          | 42          | 19          | 15          | 8           | 81          | 46          | +35         | Troisième tour     | Troisième tour    | Vainqueur         | C1              | Deuxième tour             | Ian Wright                         | 26                    |
| 1992-1993                                                                                | Premier League | 10e         | 56          | 42          | 15          | 11          | 16          | 40          | 38          | +2          | Vainqueur          | Vainqueur         | —                 | —               | —                         | Ian Wright                         | 30                    |
| 1993-1994                                                                                | Premier League | 4e          | 71          | 42          | 18          | 17          | 7           | 53          | 28          | +25         | Quatrième tour     | Quatrième tour    | Finale            | C2              | Vainqueur                 | Ian Wright                         | 35                    |
| 1994-1995                                                                                | Premier League | 12e         | 51          | 42          | 13          | 12          | 17          | 52          | 49          | +3          | Troisième tour     | Quarts de finale  | —                 | C2              | Finale                    | Ian Wright                         | 30                    |
| 1995-1996                                                                                | Premier League | 5e          | 53          | 38          | 17          | 12          | 9           | 49          | 32          | +17         | Troisième tour     | Demi-finales      | —                 | —               | —                         | Ian Wright                         | 22                    |
| 1996-1997                                                                                | Premier League | 3e          | 68          | 38          | 19          | 11          | 8           | 62          | 32          | +30         | Quatrième tour     | Quatrième tour    | —                 | C3              | Premier tour              | Ian Wright                         | 30                    |
| 1997-1998                                                                                | Premier League | 1er         | 78          | 38          | 23          | 9           | 6           | 68          | 33          | +35         | Vainqueur          | Demi-finales      | —                 | C3              | Premier tour              | Dennis Bergkamp                    | 22                    |
| 1998-1999                                                                                | Premier League | 2e          | 78          | 38          | 22          | 12          | 4           | 59          | 17          | +42         | Demi-finales       | Quatrième tour    | Vainqueur         | C1              | Premier tour              | Nicolas Anelka                     | 19                    |
| 1999-2000                                                                                | Premier League | 2e          | 73          | 38          | 22          | 7           | 9           | 73          | 43          | +30         | Quatrième tour     | Quatrième tour    | Vainqueur         | C1              | Phase de groupes          | Thierry Henry                      | 26                    |
| 1999-2000                                                                                | Premier League | 2e          | 73          | 38          | 22          | 7           | 9           | 73          | 43          | +30         | Quatrième tour     | Quatrième tour    | Vainqueur         | C3              | Finale                    | Thierry Henry                      | 26                    |
| 2000-2001                                                                                | Premier League | 2e          | 70          | 38          | 20          | 10          | 8           | 63          | 38          | +25         | Finale             | Troisième tour    | —                 | C1              | Quarts de finale          | Thierry Henry                      | 22                    |
| 2001-2002                                                                                | Premier League | 1er         | 87          | 38          | 26          | 9           | 3           | 79          | 36          | +43         | Vainqueur          | Quarts de finale  | —                 | C1              | Deuxième tour par groupes | Thierry Henry                      | 32                    |
| 2002-2003                                                                                | Premier League | 2e          | 78          | 38          | 23          | 9           | 6           | 85          | 42          | +43         | Vainqueur          | Troisième tour    | Vainqueur         | C1              | Deuxième tour par groupes | Thierry Henry                      | 32                    |
| 2003-2004                                                                                | Premier League | 1er         | 90          | 38          | 26          | 12          | 0           | 73          | 26          | +47         | Demi-finales       | Demi-finales      | Finale            | C1              | Quarts de finale          | Thierry Henry                      | 39                    |
| 2004-2005                                                                                | Premier League | 2e          | 83          | 38          | 25          | 8           | 5           | 87          | 36          | +51         | Vainqueur          | Quarts de finale  | Vainqueur         | C1              | Huitièmes de finale       | Thierry Henry                      | 30                    |
| 2005-2006                                                                                | Premier League | 4e          | 67          | 38          | 20          | 7           | 11          | 68          | 31          | +37         | Quatrième tour     | Demi-finales      | Finale            | C1              | Finale                    | Thierry Henry                      | 33                    |
| 2006-2007                                                                                | Premier League | 4e          | 68          | 38          | 19          | 11          | 8           | 63          | 35          | +28         | Cinquième tour     | Finale            | —                 | C1              | Huitièmes de finale       | Robin van Persie                   | 13                    |
| 2007-2008                                                                                | Premier League | 3e          | 83          | 38          | 24          | 11          | 3           | 74          | 31          | +43         | Cinquième tour     | Demi-finales      | —                 | C1              | Quarts de finale          | Emmanuel Adebayor                  | 30                    |
| 2008-2009                                                                                | Premier League | 4e          | 72          | 38          | 20          | 12          | 6           | 68          | 37          | +31         | Demi-finales       | Quarts de finale  | —                 | C1              | Demi-finales              | Robin van Persie                   | 20                    |
| 2009-2010                                                                                | Premier League | 3e          | 75          | 38          | 23          | 6           | 9           | 83          | 41          | +42         | Quatrième tour     | Quarts de finale  | —                 | C1              | Quarts de finale          | Cesc Fàbregas                      | 19                    |
| 2010-2011                                                                                | Premier League | 4e          | 68          | 38          | 19          | 11          | 8           | 72          | 43          | +29         | Quarts de finale   | Finale            | —                 | C1              | Huitièmes de finale       | Robin van Persie                   | 22                    |
| 2011-2012                                                                                | Premier League | 3e          | 70          | 38          | 21          | 7           | 10          | 74          | 49          | +25         | Cinquième tour     | Quarts de finale  | —                 | C1              | Huitièmes de finale       | Robin van Persie                   | 37                    |
| 2012-2013                                                                                | Premier League | 4e          | 73          | 38          | 21          | 10          | 7           | 72          | 37          | +35         | Cinquième tour     | Quarts de finale  | —                 | C1              | Huitièmes de finale       | Theo Walcott                       | 21                    |
| 2013-2014                                                                                | Premier League | 4e          | 79          | 38          | 24          | 7           | 7           | 68          | 41          | +27         | Vainqueur          | Quatrième tour    | —                 | C1              | Huitièmes de finale       | Olivier Giroud                     | 22                    |
| 2014-2015                                                                                | Premier League | 3e          | 75          | 38          | 22          | 9           | 7           | 71          | 36          | +35         | Vainqueur          | Troisième tour    | Vainqueur         | C1              | Huitièmes de finale       | Alexis Sánchez                     | 25                    |
| 2015-2016                                                                                | Premier League | 2e          | 71          | 38          | 20          | 11          | 7           | 65          | 36          | +29         | Quarts de finale   | Quatrième tour    | Vainqueur         | C1              | Huitièmes de finale       | Olivier Giroud                     | 24                    |
| 2016-2017                                                                                | Premier League | 5e          | 75          | 38          | 23          | 6           | 9           | 77          | 44          | +33         | Vainqueur          | Cinquième tour    | —                 | C1              | Huitièmes de finale       | Alexis Sánchez                     | 30                    |
| 2017-2018                                                                                | Premier League | 6e          | 63          | 38          | 19          | 6           | 13          | 74          | 51          | +23         | Troisième tour     | Finale            | Vainqueur         | C3              | Demi-finales              | Alexandre Lacazette                | 17                    |
| 2018-2019                                                                                | Premier League | 5e          | 70          | 38          | 21          | 7           | 10          | 73          | 51          | +22         | Quatrième tour     | Quarts de finale  | —                 | C3              | Finale                    | Pierre-Emerick Aubameyang          | 31                    |
| 2019-2020                                                                                | Premier League | 8e          | 56          | 38          | 14          | 14          | 10          | 56          | 48          | +8          | Vainqueur          | Quatrième tour    | —                 | C3              | Seizièmes de finale       | Pierre-Emerick Aubameyang          | 29                    |
| 2020-2021                                                                                | Premier League | 8e          | 61          | 38          | 18          | 7           | 13          | 55          | 39          | +14         | Quatrième tour     | Cinquième tour    | —                 | C3              | Demi-finales              | Alexandre Lacazette                | 17                    |
| 2021-2022                                                                                | Premier League | 5e          | 69          | 38          | 22          | 3           | 13          | 61          | 48          | +13         | Troisième tour     | Demi-finales      | —                 | —               | —                         | Bukayo Saka                        | 12                    |
| 2022-2023                                                                                | Premier League | 2e          | 84          | 38          | 26          | 6           | 6           | 88          | 43          | +45         | Quatrième tour     | Troisième tour    | —                 | C3              | Huitièmes de finale       | Gabriel Martinelli Martin Ødegaard | 15                    |
| 2023-2024                                                                                | Premier League | 2e          | 89          | 38          | 28          | 5           | 5           | 91          | 29          | +62         | Troisième tour     | Quatrième tour    | Vainqueur         | C1              | Quart de finale           | Bukayo Saka                        | 20                    |
| 2024-2025                                                                                | Premier League | 2e          | 74          | 38          | 20          | 14          | 4           | 69          | 34          | +35         | Troisième tour     | Demi-finales      | —                 | C1              | Demi-finales              | Kai Havertz                        | 15                    |